# Franz Walzer
Franz Walzer (* 2. Februar 1919 in Wien; † 2. Dezember 1975 in Baden, Niederösterreich) war ein österreichischer Politiker (ÖVP).

## Leben
Franz Walzer erlernte nach dem Besuch der Volksschule und der Hauptschule den Beruf des Friseurs. Von 1948 bis 1954 war er Lehrer seines Berufes an einer Berufsschule. 1958 wurde Walzer zum Innungsmeister der Wiener Friseure gewählt.
Walzers politischer Werdegang begann bereits 1954, als er für die ÖVP in den Wiener Landtag und Gemeinderat einzog. Innerhalb seiner Partei gehörte er dem Wirtschaftsbund an. Aus diesem heraus wurde er im Jahr 1960 zum Obmann der Sektion Gewerbe in der Wiener Wirtschaftskammer gewählt. Nach fünf Jahren folgte 1965 die Wahl zum Obmann der Sektion Gewerbe in der Wirtschaftskammer auf Bundesebene. 1968 wurde Walzer zum Obmann des Wiener Wirtschaftsbundes gewählt.
Im März 1970, nach rund 16 Jahren als Landtagsabgeordneter, wurde Walzer Mitglied des Bundesrats. Diesem gehörte er bis zu seinem Tod, Anfang Dezember 1975, an. Walzer wurde am Hietzinger Friedhof bestattet.